# Elise Richter

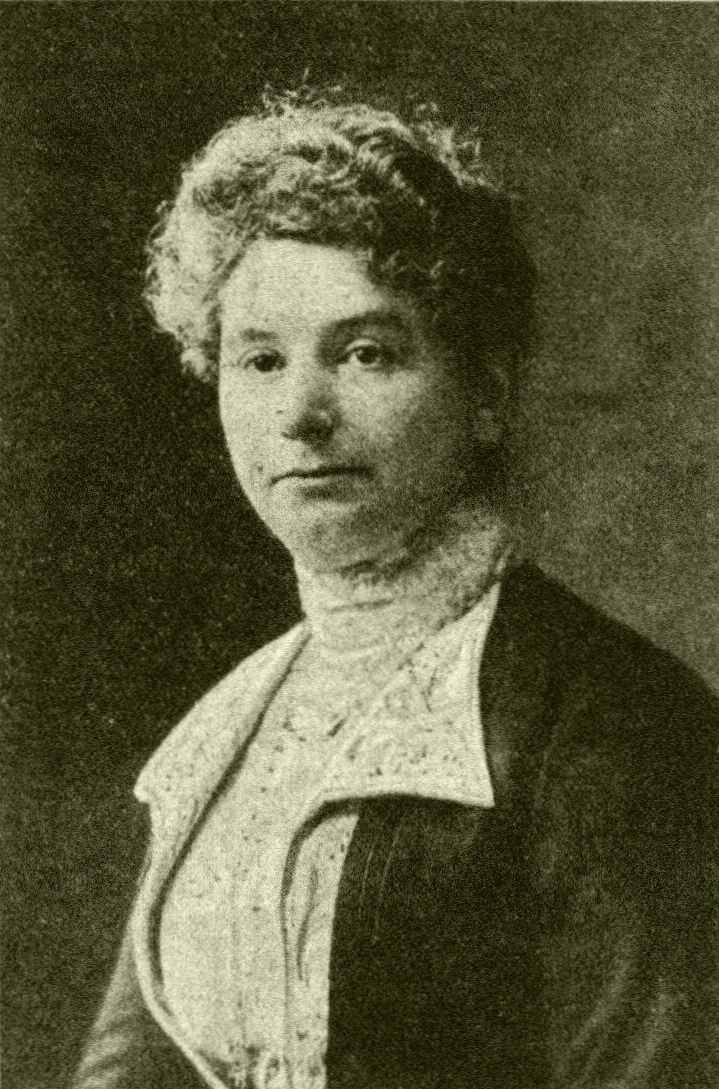
Elise Richter (Photographie aus Wiener Bilder, 18. September 1907)

Elise Richter (* 2. März 1865 in Wien; † 21. Juni 1943 im Ghetto Theresienstadt) war eine österreichische Romanistin und Universitätsprofessorin. 1905 habilitierte sie als erste Frau an der Universität Wien.

## Leben

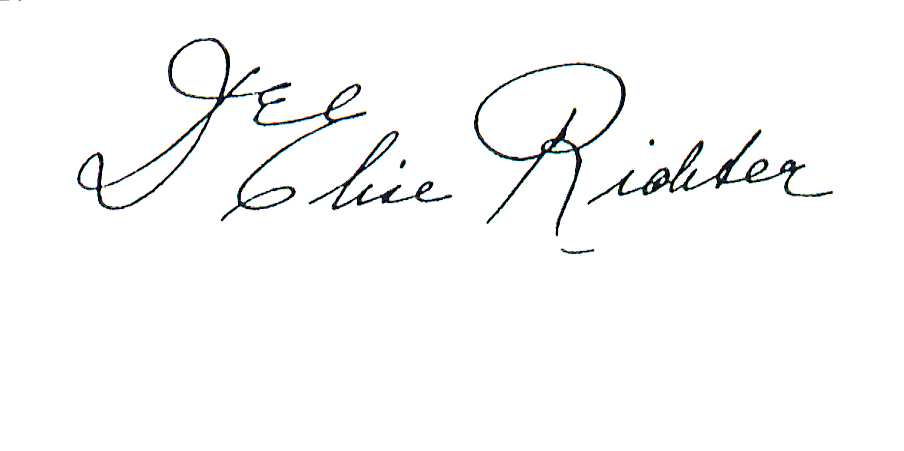
Signatur Richters (1927)

Elise Richter wurde als Tochter des Chefarztes der Südbahn-Gesellschaft, Maximilian Richter (* 1824 in Trencsen, Ungarn; † 1890 in Wien), und dessen Frau Emilie (Emmy) Lackenbacher (* 1832 in Essegg; † 1889 in Wien) geboren und wuchs in großbürgerlichen Verhältnissen einer assimilierten jüdischen Familie auf. Sie hatte eine vier Jahre ältere Schwester, Helene. Die Mädchen wurden von einer preußisch-norddeutschen Privatlehrerin unterrichtet und „religiös, aber überkonfessionell“ erzogen. Die Familie feierte Weihnachten und besuchte Richters Memoiren zufolge „alle Arten von Gottesdiensten, ausgenommen den jüdischen“. Mit 20 Jahren erkrankte sie an Rheuma, das sie nie mehr loswurde. Nach dem Tod der Eltern lebte sie mit ihrer ebenfalls unverheirateten Schwester Helene zusammen, die als Anglistin und Theaterkritikerin bekannt wurde. Den beiden kam das beträchtliche Erbe ihres Vaters zu, das ihnen den Bau eines Hauses im Währinger Cottageviertel sowie zahlreiche Reisen durch Europa und Nordafrika ermöglichte.
Ab 1891 durfte sie einzelne Vorlesungen an der Universität Wien als Gasthörerin besuchen, u. a. bei dem Philologen Theodor Gomperz. Nachdem es 1896 Frauen gestattet worden war, zur Reifeprüfung anzutreten, legte Richter 32-jährig als Externistin am Akademischen Gymnasium in Wien die Matura ab – als erste Frau. Ein Jahr später wurden Frauen auch an der philosophischen Fakultät der Universität Wien zugelassen. Richter inskribierte die Fächer Klassische Philologie, Indogermanistik und Romanistik als ordentliche Hörerin (u. a. bei Adolf Mussafia und Wilhelm Meyer-Lübke). Sie schloss ihr Studium 1901 mit der Promotion zum Doktor der Philosophie ab und habilitierte 1905 als erste Frau an der Universität Wien.

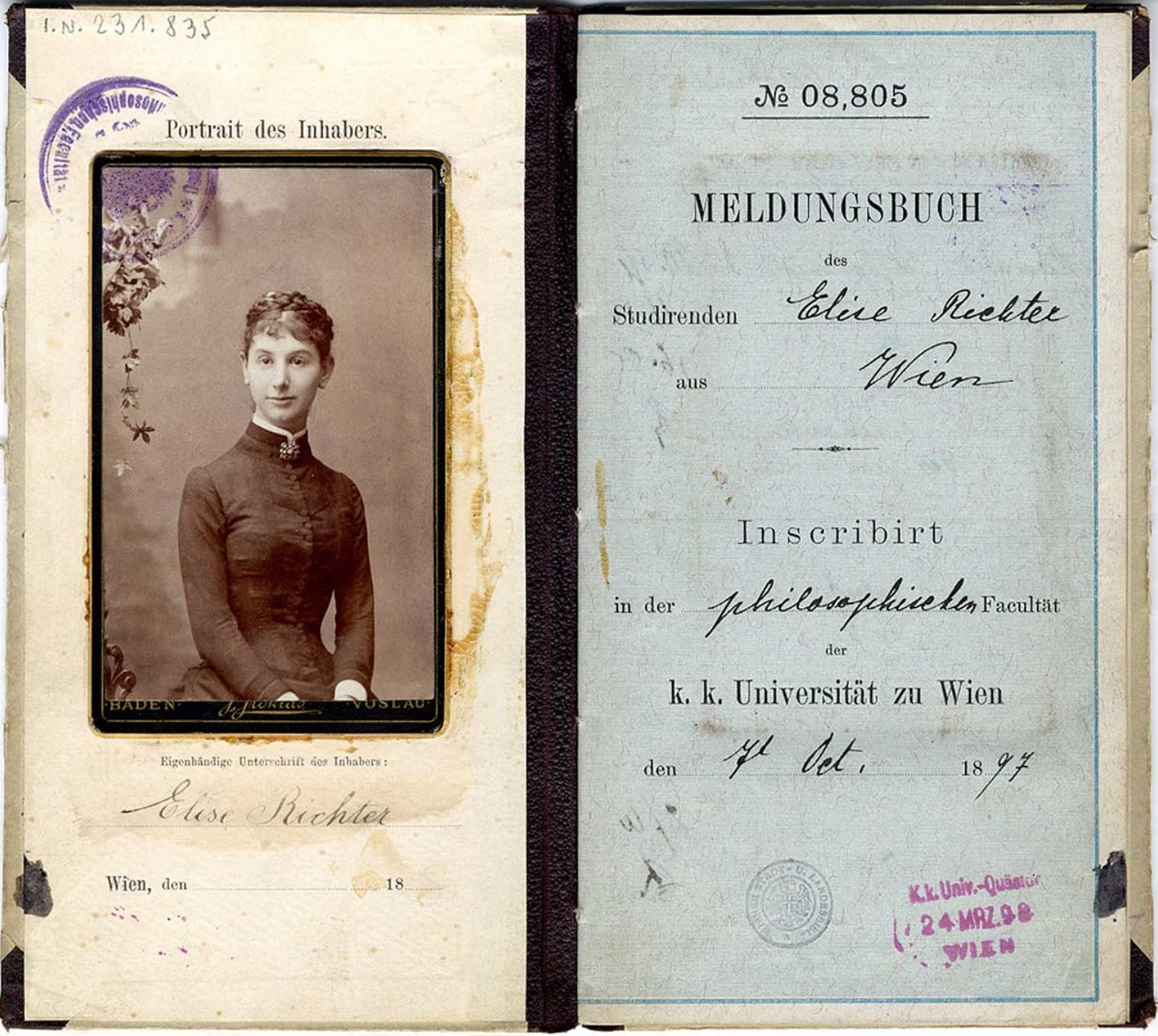
Meldungsbuch von Elise Richter 1897

Anschließend lehrte sie dort als Privatdozentin. Ihre Antrittsvorlesung im Oktober 1907 – die erste einer Frau im deutschsprachigen Raum – befasste sich mit der „Geschichte der Indeklinabilien“. Sie löste „eine Gegendemonstration der klerikalen und nationalen Studenten“ aus und wurde in einen anderen Hörsaal verlegt. Der Protest richtete sich mutmaßlich nicht nur gegen die Ernennung einer Frau, sondern überdies eine Frau jüdischer Abstammung. Zu ihren Schülern gehörte Leo Spitzer.
Das Haus von Elise und Helene Richter in der Weimarer Straße 83 war ein Treffpunkt der künstlerischen und intellektuellen Elite Wiens. Die beiden Frauen luden ab 1906 allwöchentlich zum „gemütlichen Plaudern“ ein. Karl von Ettmayer bezeichnete diese Runden als den letzten Wiener „Salon“. Zum Kreis um die Richter-Schwestern zählten u. a. die Frauenrechtlerinnen Marianne Hainisch und Rosa Mayreder, der Musikkritiker Max Kalbeck, der Schriftsteller Richard Kralik, der Burgtheater-Direktor Hugo Thimig und der Philologe Hans von Arnim. Besonders eng befreundet war Richter mit der Schauspielerin Olga Lewinsky. Im Jänner 1911 ließen sich Helene und Elise Richter, die bereits 1897 aus der israelitischen Kultusgemeinde ausgetreten war, in der Lutherischen Stadtkirche in Wien taufen.
1921 wurde sie, wiederum als erste Frau, zum Außerordentlichen Professor ernannt und erhielt einen Lehrauftrag für romanische Sprachwissenschaften, Literatur und Phonetik. Ab 1928 leitete sie das Phonetische Institut. Sie untersuchte die physiologischen und psychologischen Grundlagen der Sprache. Als 1929 der Lehrstuhl für Romanistische Literaturwissenschaft an der Universität Innsbruck vakant war, gab es in ganz Österreich keine habilitierten Romanisten außer der schon 61-jährigen Elise Richter, die aufgrund ihres Alters nicht infrage kam. Sie lehrte an der Universität Wien bis zu ihrem Ausschluss durch die nationalsozialistischen Machthaber aufgrund der Rassengesetze im Jahr 1938.
Richter war auch politisch aktiv. Da sie die betont proletarisch-antibürgerliche Attitüde der Sozialdemokraten ablehnte, engagierte sie sich ab 1919 bei der „Bürgerlich-freiheitlichen Partei“ unter Richard Wettstein bzw. nach deren Fusion mit der Demokratischen Partei bei der „Bürgerlich-demokratischen Arbeitspartei“ unter Ottokar Graf Czernin. Sie gründete 1922 den „Verband der akademischen Frauen Österreichs“, dem sie bis 1930 vorstand, und rief 1927 zur Gründung einer Frauenpartei auf. Sie sah sich aber nicht als Frauenrechtlerin. 1934 trat sie der Vaterländischen Front bei und unterstützte den austrofaschistischen Ständestaat unter Engelbert Dollfuß und Kurt Schuschnigg.
Am 10. Oktober 1942 wurde Richter zusammen mit ihrer Schwester ins Ghetto Theresienstadt deportiert. Helene starb bereits einen Monat nach der Ankunft, Elise wenige Monate später am 21. Juni 1943.

## Richter-Bibliothek
Aufgrund der Belastung durch die Judenvermögensabgabe sahen sich die beiden Schwestern ab Sommer 1941 gezwungen, Teile ihrer wertvollen Bibliothek zu verkaufen. Im März 1942 gingen annähernd 3000 Bände an die Universitäts- und Stadtbibliothek Köln. Der vereinbarte Kaufpreis wurde jedoch nicht gezahlt. Nachdem dort der Schriftwechsel zur Bibliothek im Archiv gefunden wurde, wird seit 2005 im Rahmen der NS-Provenienzforschung diese Bibliothek rekonstruiert, publiziert und – wenn möglich – an die Erben restituiert. Zudem ist in Köln der Platz zwischen der Universitäts- und Stadtbibliothek und Philosophikum nach den Elise Richter benannt worden.

## Ehrungen

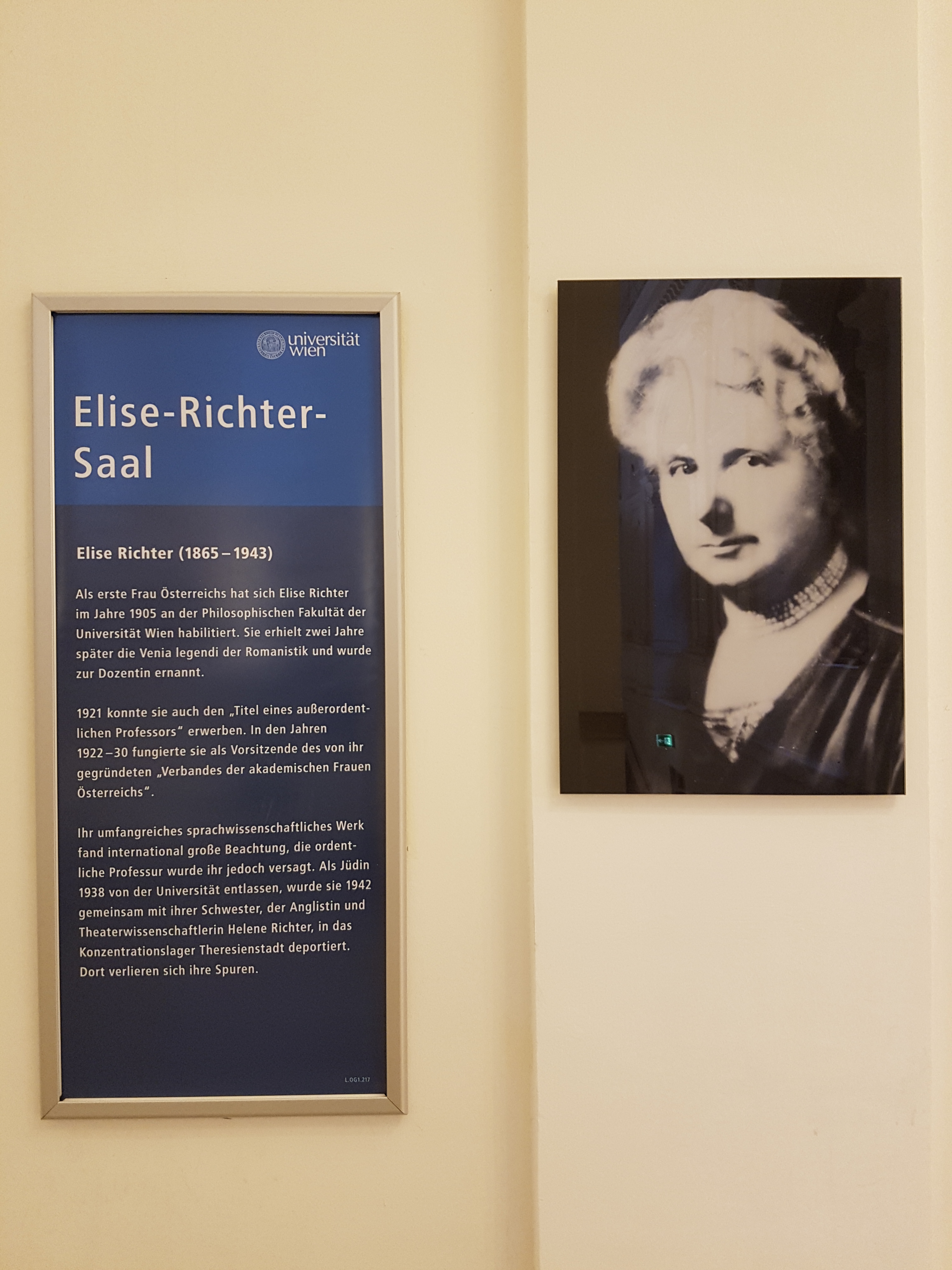
Gedenktafel am Elise-Richter-Saal der Universität Wien

Elise Richter ist die meistgewürdigte Wissenschaftlerin der Universität Wien: Die Geisteswissenschaftliche Fakultät trug ihren Namen 1965 in die marmorne Ehrentafel in der Seitenaula ein. 1985 wurde am Institut für Romanistik eine Gedenktafel mit Reliefporträt angebracht. Seit 1998 trägt ein Tor an der Garnisongasse 13, das in die „neuen Höfe“ des Universitätscampus in der Alservorstadt führt, Richters Namen. Ein Hörsaal im Hauptgebäude der Universität heißt seit 2003 Elise-Richter-Saal. Im Juni 2016 wurde sie mit einer Büste im Arkadenhof der Universität Wien geehrt.
Ein Frauenförderungsprogramm des Wissenschaftsfonds FWF trägt seit 2005 Richters Namen. Im Jahr 2008 wurde in Wien-Floridsdorf (21. Bezirk) der Elise-Richter-Weg nach ihr benannt.
Der Deutsche Romanistenverband vergibt seit 1999 anlässlich des Deutschen Romanistentags einen mit 1500 Euro dotierten Förderpreis für herausragende romanistische Habilitationen und Dissertationen, der nach Elise Richter benannt ist.
Ursprünglich benannte die Stadt Köln einen Platz auf dem Gebiet der Universität zu Köln nach Elise Richter. Aufgrund von Überbauung existiert der Platz selbst heute nicht mehr in der eigentlichen Form, der anliegende Elise-Richter-See erinnert allerdings weiterhin daran.

## Schriften (Auswahl)
- Zur Entwicklung der romanischen Wortstellung aus der lateinischen. Max Niemeyer Verlag, Halle (Saale) 1903.
- Fremdwortkunde. Teubner, Leipzig 1919.
- Lautbildungskunde. Einführung in die Phonetik. Teubner, Leipzig/Berlin 1922.
- Wie wir sprechen. Sechs volkstümliche Vorträge. 2., vollst. umgearb. Aufl. Teubner, Leipzig 1925.
- Die Entwicklung des neuesten Französischen. Velhagen & Klasing, Bielefeld/Leipzig 1933.
- Beiträge zur Geschichte der Romanismen I. Chronologische Phonetik des Französischen bis zum Ende des 8. Jahrhunderts. Niemeyer, Halle, Saale 1934.
- Kleinere Schriften zur allgemeinen und romanischen Sprachwissenschaft. Institut für Sprachwissenschaft der Universität Innsbruck, Innsbruck 1977.
- Summe des Lebens. WUV-Universitätsverlag, Wien 1997 (Autobiographie, Typoskript 1940).
- Erziehung und Entwicklung. In: Elga Kern (Hrsg.): Führende Frauen Europas. München-Basel: E. Reinhardt 1999 (1928), S. 45–61.